# Trente et unième circonscription de Paris de 1958 à 1986
De 1958 à 1986, la trente et unième circonscription législative de Paris recouvrait deux quartiers du 20e arrondissement de la capitale, les quartiers Père-Lachaise et Charonne. Cette délimitation s'est appliquée aux sept premières législatures de la Cinquième République française. De 1958 à 1967, elle se confond avec la 31e circonscription de la Seine.

## Députés élus
| Législature | Début de mandat | Fin de mandat  | Député élu         |  | Parti politique | Observations                                                       |
| ----------- | --------------- | -------------- | ------------------ |  | --------------- | ------------------------------------------------------------------ |
| Ire         | 9 décembre 1958 | 9 octobre 1962 | Albert Marcenet    |  | UNR             | mandat écourté à la suite d'une dissolution du général de Gaulle   |
| IIe         | 6 décembre 1962 | 2 avril 1967   | Albert Marcenet    |  | UDR             |                                                                    |
| IIIe        | 3 avril 1967    | 30 mai 1968    | Lucien Villa       |  | PCF             | mandat écourté à la suite d'une dissolution du général de Gaulle   |
| IVe         | 11 juillet 1968 | 1er avril 1973 | Albert Marcenet    |  | UDR             |                                                                    |
| Ve          | 2 avril 1973    | 2 avril 1978   | Lucien Villa       |  | PCF             |                                                                    |
| VIe         | 3 avril 1978    | 22 mai 1981    | Lucien Villa       |  | PCF             | mandat écourté à la suite d'une dissolution de François Mitterrand |
| VIIe        | 2 juillet 1981  | 1er avril 1986 | Jean-Paul Planchou |  | PS              |                                                                    |

En 1985, le président de la République François Mitterrand changea le mode de scrutin des députés en établissant le scrutin proportionnel par département, afin de limiter une défaite électorale annoncée. Le nombre de députés du département de Paris fut ramené de 31 à 21 et les circonscriptions furent supprimées au profit du département.

## Évolution de la circonscription
En 1986, la majeure partie de cette circonscription a été fusionnée avec une partie de la trentième pour former la nouvelle « vingt et unième circonscription », le reste a été intégré à la nouvelle « sixième circonscription ».

## Résultats électoraux

### Élections législatives de 1958
| Candidat       | Candidat            | Parti          | Premier tour | Premier tour | Second tour | Second tour |  |
| Candidat       | Candidat            | Parti          | Voix         | %            | Voix        | %           |  |
| -------------- | ------------------- | -------------- | ------------ | ------------ | ----------- | ----------- |  |
|                | Raymond Guyot       | PCF            | 17 481       | 30,35        | 20 207      | 35,92       |  |
|                | Albert Marcenet élu | UNR            | 13 504       | 23,44        | 36 047      | 64,08       |  |
|                | Jacques Rolland     | Radsoc         | 8 448        | 14,67        | Retrait     | Retrait     |  |
|                | Pierre Armand       | CNIP           | 6 945        | 12,06        | Retrait     | Retrait     |  |
|                | Lucien Vaillant     | SFIO           | 6 428        | 11,16        | Retrait     | Retrait     |  |
|                | Marthe Gouffé       | MRP            | 2 426        | 4,21         |             |             |  |
|                | Prosper Azoulay     | Modérés        | 1 831        | 3,18         |             |             |  |
|                | Robert Chauve       | Modérés        | 543          | 0,94         |             |             |  |
|                |                     |                |              |              |             |             |  |
| Inscrits       | Inscrits            | Inscrits       | 75 998       | 100,00       | 75 998      | 100,00      |  |
| Abstentions    | Abstentions         | Abstentions    | 16 861       | 22,19        | 18 204      | 23,95       |  |
| Votants        | Votants             | Votants        | 59 137       | 77,81        | 57 794      | 76,05       |  |
| Blancs et nuls | Blancs et nuls      | Blancs et nuls | 1 531        | 2,59         | 1 540       | 2,66        |  |
| Exprimés       | Exprimés            | Exprimés       | 57 606       | 97,41        | 56 254      | 97,34       |  |

Le suppléant d'Albert Marcenet était Marc Saintout, médecin, ancien résistant.

### Élections législatives de 1962
| Candidat       | Candidat                      | Parti          | Premier tour | Premier tour | Second tour | Second tour |  |
| Candidat       | Candidat                      | Parti          | Voix         | %            | Voix        | %           |  |
| -------------- | ----------------------------- | -------------- | ------------ | ------------ | ----------- | ----------- |  |
|                | Albert Marcenet sortant réélu | UNR-UDT        | 18 921       | 40,62        | 24 493      | 52,99       |  |
|                | Henri Rol-Tanguy              | PCF            | 15 966       | 34,27        | 21 726      | 47,01       |  |
|                | René Caron                    | Radsoc         | 4 299        | 9,23         | Retrait     | Retrait     |  |
|                | Robert Tardif                 | CR             | 4 237        | 9,1          | Retrait     | Retrait     |  |
|                | Jacques Raynaud               | PSU            | 3 162        | 6,79         | Retrait     | Retrait     |  |
|                |                               |                |              |              |             |             |  |
| Inscrits       | Inscrits                      | Inscrits       | 71 336       | 100,00       | 71 336      | 100,00      |  |
| Abstentions    | Abstentions                   | Abstentions    | 23 705       | 33,23        | 22 787      | 31,94       |  |
| Votants        | Votants                       | Votants        | 47 631       | 66,77        | 48 549      | 68,06       |  |
| Blancs et nuls | Blancs et nuls                | Blancs et nuls | 1 046        | 2,2          | 2 330       | 4,8         |  |
| Exprimés       | Exprimés                      | Exprimés       | 46 585       | 97,8         | 46 219      | 95,2        |  |

Le suppléant d'Albert Marcenet était Jean Auburtin, avocat, Conseiller de Paris.

### Élections législatives de 1967
| Candidat       | Candidat                | Parti          | Premier tour | Premier tour | Second tour | Second tour |  |
| Candidat       | Candidat                | Parti          | Voix         | %            | Voix        | %           |  |
| -------------- | ----------------------- | -------------- | ------------ | ------------ | ----------- | ----------- |  |
|                | Albert Marcenet sortant | UD-Ve          | 20 070       | 40,01        | 23 345      | 48,99       |  |
|                | Lucien Villa élu        | PCF            | 16 169       | 32,23        | 24 305      | 51,01       |  |
|                | Georges Beauchamp       | FGDS (CIR)     | 8 333        | 16,61        | Retrait     | Retrait     |  |
|                | Jean Lacombe            | CD (PDM)       | 5 195        | 10,36        |             |             |  |
|                | Justin Bautier          | Extrême gauche | 396          | 0,79         |             |             |  |
|                |                         |                |              |              |             |             |  |
| Inscrits       | Inscrits                | Inscrits       | 63 281       | 100,00       | 63 341      | 100,00      |  |
| Abstentions    | Abstentions             | Abstentions    | 12 090       | 19,11        | 13 902      | 21,95       |  |
| Votants        | Votants                 | Votants        | 51 191       | 80,89        | 49 439      | 78,05       |  |
| Blancs et nuls | Blancs et nuls          | Blancs et nuls | 1 028        | 2,01         | 1 789       | 3,62        |  |
| Exprimés       | Exprimés                | Exprimés       | 50 163       | 97,99        | 47 650      | 96,38       |  |

Le suppléant de Lucien Villa était Henri Malberg, fraiseur, conseiller municipal de Paris, conseiller général.

### Élections législatives de 1968
| Candidat       | Candidat             | Parti          | Premier tour | Premier tour | Second tour | Second tour |  |
| Candidat       | Candidat             | Parti          | Voix         | %            | Voix        | %           |  |
| -------------- | -------------------- | -------------- | ------------ | ------------ | ----------- | ----------- |  |
|                | Albert Marcenet élu  | UDR (URP)      | 17 374       | 37,46        | 23 102      | 53,87       |  |
|                | Lucien Villa sortant | PCF            | 13 560       | 29,24        | 19 782      | 46,13       |  |
|                | Jean Lacombe         | CD (PDM)       | 5 084        | 10,96        |             |             |  |
|                | Michel Mousel        | PSU            | 3 387        | 7,3          |             |             |  |
|                | Pierre Bion          | RI             | 3 313        | 7,14         |             |             |  |
|                | Yvette Roudy         | FGDS (CIR)     | 2 886        | 6,22         |             |             |  |
|                | Michel Barrault      | TD             | 517          | 1,11         |             |             |  |
|                | Robert Gaucher       | Divers         | 256          | 0,55         |             |             |  |
|                |                      |                |              |              |             |             |  |
| Inscrits       | Inscrits             | Inscrits       | 59 943       | 100,00       | 59 943      | 100,00      |  |
| Abstentions    | Abstentions          | Abstentions    | 13 033       | 21,74        | 15 452      | 25,78       |  |
| Votants        | Votants              | Votants        | 46 910       | 78,26        | 44 491      | 74,22       |  |
| Blancs et nuls | Blancs et nuls       | Blancs et nuls | 533          | 1,14         | 1 607       | 3,61        |  |
| Exprimés       | Exprimés             | Exprimés       | 46 377       | 98,86        | 42 884      | 96,39       |  |

Le suppléant d'Albert Marcenet était Jacques Morvan, directeur de collège.

### Élections législatives de 1973
| Candidat       | Candidat                | Parti          | Premier tour | Premier tour | Second tour | Second tour |  |
| Candidat       | Candidat                | Parti          | Voix         | %            | Voix        | %           |  |
| -------------- | ----------------------- | -------------- | ------------ | ------------ | ----------- | ----------- |  |
|                | Albert Marcenet sortant | UDR (URP)      | 13 760       | 31,71        | 20 274      | 47,89       |  |
|                | Lucien Villa élu        | PCF            | 12 312       | 28,37        | 21 559      | 50,93       |  |
|                | Claude Saada            | PS (UGSD)      | 7 153        | 16,48        | Retrait     | Retrait     |  |
|                | Jean Lacombe            | CD (MR)        | 6 349        | 14,63        | 499         | 1,18        |  |
|                | Michel Mousel           | PSU            | 1 984        | 4,57         |             |             |  |
|                | Jean-Marc Brissaud      | FN             | 1 062        | 2,45         |             |             |  |
|                | Hélène Goldet           | LCR            | 775          | 1,79         |             |             |  |
|                | Mme Balcon              | FP             | 1            | 0            |             |             |  |
|                |                         |                |              |              |             |             |  |
| Inscrits       | Inscrits                | Inscrits       | 55 359       | 100,00       | 55 362      | 100,00      |  |
| Abstentions    | Abstentions             | Abstentions    | 11 211       | 20,25        | 11 180      | 20,19       |  |
| Votants        | Votants                 | Votants        | 44 148       | 79,75        | 44 182      | 79,81       |  |
| Blancs et nuls | Blancs et nuls          | Blancs et nuls | 752          | 1,7          | 1 850       | 4,19        |  |
| Exprimés       | Exprimés                | Exprimés       | 43 396       | 98,3         | 42 332      | 95,81       |  |

Le suppléant de Lucien Villa était Jacques Risse, vendeur, conseiller de Paris.

### Élections législatives de 1978
| Candidat       | Candidat                   | Parti               | Premier tour | Premier tour | Second tour | Second tour |  |
| Candidat       | Candidat                   | Parti               | Voix         | %            | Voix        | %           |  |
| -------------- | -------------------------- | ------------------- | ------------ | ------------ | ----------- | ----------- |  |
|                | Lucien Villa sortant réélu | PCF                 | 10 799       | 24,94        | 21 452      | 50,24       |  |
|                | Claude Beuzelin            | PS                  | 9 391        | 21,69        | Retrait     | Retrait     |  |
|                | Pierre-Marie Guastavino    | RPR                 | 8 501        | 19,64        | 21 248      | 49,76       |  |
|                | Claude Gourbeyre           | UDF (PR)            | 8 347        | 19,28        | Retrait     | Retrait     |  |
|                | Paul Imbert                | Écologie 78         | 2 334        | 5,39         |             |             |  |
|                | Denise Fernandez           | PSU (FA)            | 1 077        | 2,49         |             |             |  |
|                | Roger Morvan               | Divers droite (DC)  | 867          | 2            |             |             |  |
|                | Danièle Lefrançois         | LO                  | 522          | 1,21         |             |             |  |
|                | Gérard Lefort              | FN                  | 496          | 1,15         |             |             |  |
|                | Monique Béraud             | PFN                 | 410          | 0,95         |             |             |  |
|                | Gilbert Marquis            | LCR (PSPT)          | 248          | 0,57         |             |             |  |
|                | Joseph Roda                | Divers droite (RUC) | 159          | 0,37         |             |             |  |
|                | Jean-Luc Laurent           | POE                 | 83           | 0,19         |             |             |  |
|                | Simone Douzil              | UOPDP               | 58           | 0,13         |             |             |  |
|                |                            |                     |              |              |             |             |  |
| Inscrits       | Inscrits                   | Inscrits            | 57 202       | 100,00       | 57 202      | 100,00      |  |
| Abstentions    | Abstentions                | Abstentions         | 13 309       | 23,27        | 12 826      | 22,42       |  |
| Votants        | Votants                    | Votants             | 43 893       | 76,73        | 44 376      | 77,58       |  |
| Blancs et nuls | Blancs et nuls             | Blancs et nuls      | 601          | 1,37         | 1 676       | 3,78        |  |
| Exprimés       | Exprimés                   | Exprimés            | 43 292       | 98,63        | 42 700      | 96,22       |  |

La suppléante de Lucien Villa était Nadine Bourdin, professeur de philosophie.

### Élections législatives de 1981
| Candidat                                    | Candidat                | Parti                | Premier tour | Premier tour | Second tour | Second tour |  |
| Candidat                                    | Candidat                | Parti                | Voix         | %            | Voix        | %           |  |
| ------------------------------------------- | ----------------------- | -------------------- | ------------ | ------------ | ----------- | ----------- |  |
|                                             | Jean-Paul Planchou élu  | PS                   | 12 839       | 37,53        | 20 624      | 58,38       |  |
|                                             | Pierre-Marie Guastavino | RPR (UNM)            | 9 090        | 26,57        | 14 702      | 41,62       |  |
|                                             | Lucien Villa sortant    | PCF                  | 6 210        | 18,15        | Retrait     | Retrait     |  |
|                                             | Michel Elbel            | UDF (CDS)            | 4 433        | 12,96        |             |             |  |
|                                             | Jean-Claude Laffargue   | Divers gauche (MGI)  | 677          | 1,98         |             |             |  |
|                                             | Christine Girier        | PSU                  | 591          | 1,73         |             |             |  |
|                                             | Annick Marsault         | LO                   | 315          | 0,92         |             |             |  |
|                                             | Christian Delair        | Extrême gauche       | 56           | 0,16         |             |             |  |
|                                             | Max Lebreton            | Extrême gauche (CCA) | 1            | 0,00         |             |             |  |
|                                             | Olivier Grimaldi        | Extrême droite (PFN) | 1            | 0,00         |             |             |  |
|                                             |                         |                      |              |              |             |             |  |
| Inscrits                                    | Inscrits                | Inscrits             | 52 404       | 100,00       | 52 404      | 100,00      |  |
| Abstentions                                 | Abstentions             | Abstentions          | 17 802       | 33,97        | 16 438      | 31,37       |  |
| Votants                                     | Votants                 | Votants              | 34 602       | 66,03        | 35 966      | 68,63       |  |
| Blancs et nuls                              | Blancs et nuls          | Blancs et nuls       | 389          | 1,12         | 640         | 1,78        |  |
| Exprimés                                    | Exprimés                | Exprimés             | 34 213       | 98,88        | 35 326      | 98,22       |  |
| Source : Sud-Ouest du 17 juin 1981, page 3. |                         |                      |              |              |             |             |  |

Le suppléant de Jean-Paul Planchou était Claude Quivrin, employé de banque.